# 黒帽子族
黒帽子族（くろぼうしぞく、ウクライナ語:Чорні клобуки; テュルク語:Qaraqalpaq、意訳:黒帽子）、または黒頭巾族（くろずきんぞく）、チョールヌィ・クロブキは、11世紀から13世紀にかけてキエフ公国の南部、ローシ川周辺を中心に居住した定住遊牧民の集団の総称である。テュルク系部族（ペチェネグ人、トリクリ人、ベレンデイ人など）によって構成された。

## 概要
キエフ大公に仕え、軍役を務めてキエフの南部を警固し、大公によるルーシの諸公やポロヴェツ族などとの戦いに参陣した。公国の政治に関わり、貴族と共に大公を選ぶ権利を有した。
13世紀以後、黒帽子族の一部はルーシ人によって同化され、一部は草原に帰ってポロヴェツ族と混合した。現在のカラカルパク人との関連性は不明である。